# Vorstengraf (Krefeld-Gellep)

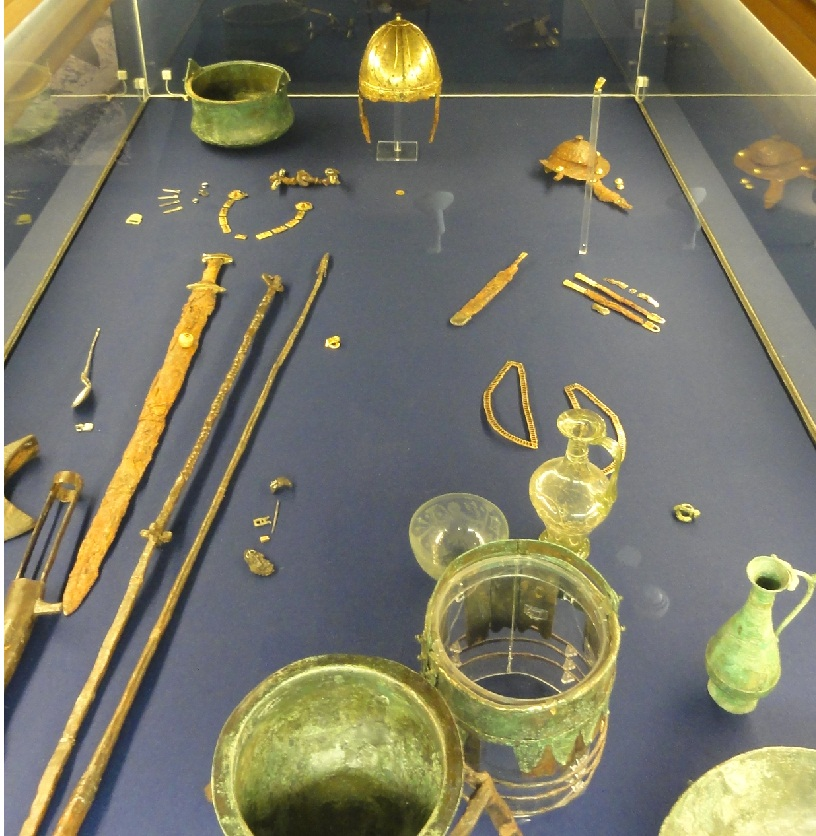
Vondsten uit het Vorstengraf Arpvar

Het Vorstengraf van Krefeld-Gellep staat ook bekend als het Vorstengraf Arpvar. Het is de naam van een vorst uit de tijd van de Merovingen. Het graf staat ook bekend als Fürstengrab Nr. 1782, het werd ontdekt in 1962 op het zuidelijke grafveld van Gellep-Stratum in Krefeld in de Duitse deelstaat Noordrijn-Westfalen.

## Grafveld

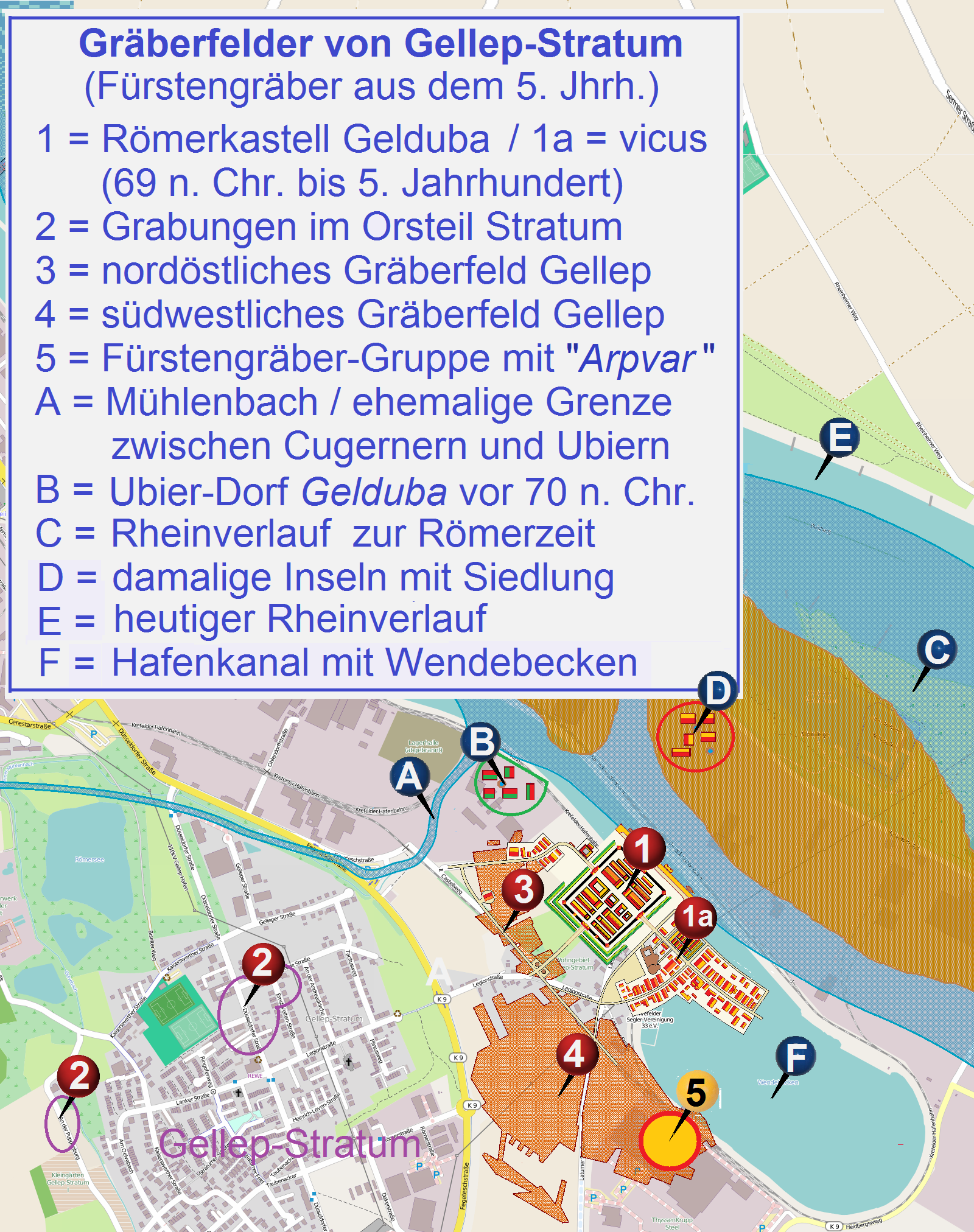
Grafvelden bij Gellep-Stratum met het Vorstengraf Arpvar (5) en nog 5 andere prominente grafheuvels

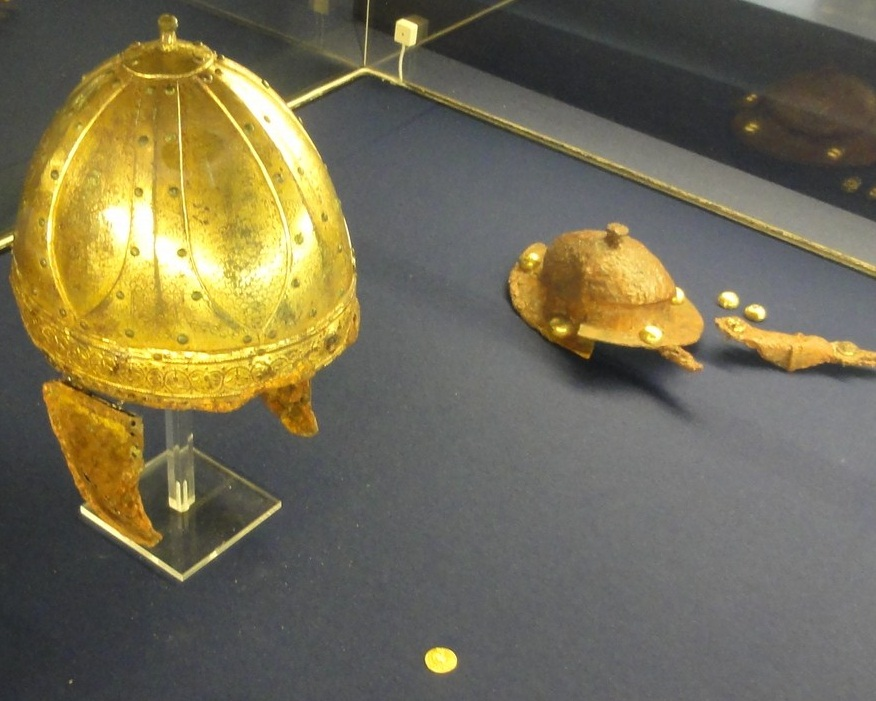
Spangenhelm

In de directe omgeving van het vorstengraf werden, naast honderden kleinere graven, nog vijf grafheuvels aangetroffen met uitzonderlijk rijke grafgiften:
- Graf 2528: relatief dicht bij de grafheuvel van Arpvar. Dit graf is van een man.
- Graf 2590: ongeveer 35 meter ten zuiden van de grafheuvel van Arpvar, deze grafheuvel was volledig leeggeroofd voor het onderzoek plaatsvond.
- Graf 2589: ongeveer 35 meter ten westen van de grafheuvel van Arpvar, bevatte een dubbelgraf met twee mannen.
- Graf 2613: ongeveer 10 meter naast graf 2589 en de kleinste grafheuvel.
- Graf 2268: ongeveer 60 meter ten westen van de grafheuvel van Arpvar. Grafrovers hebben enkele interessante grafgiften over het hoofd gezien. Waarschijnlijk is dit het graf van een voorname dame. Dendrochronologie wees uit dat het graf uit de 6e of 7e eeuw stamt,